# Roundcube
Roundcube  (scritto a volte in CamelCase RoundCube) è un client di posta elettronica che gira su server e scritto in PHP. La più importante caratteristica di Roundcube è l'uso abbondante della tecnologia Ajax per avere una più fluida e rapida interfaccia utente rispetto agli altri client. Dopo due anni di sviluppo nel 2008 uscì la prima versione stabile di Roundcube.
Distribuito sotto GNU General Public License, Roundcube è software libero.

## Utilizzi famosi
Roundcube è usato da alcune università per offrire il servizio di posta elettronica a studenti e docenti, come la Harvard University, l'UC Berkeley, lo Stevens Institute of Technology, l'Università di Tilburg, l'Università del Sussex e il Politecnico di Torino. In un'intervista nel 2009 due dei principali sviluppatori di Roundcube hanno notato che l'utilizzo più grande di Roundcube proveniva dall'università del Michigan con 70.013 studenti.
Molte compagnie di hosting come HostGator, DreamHost, Tiscali o Media Temple usano Roundcube.
Il client IMAP di Roundcube è stato incorporato in epesiBIM (epesi Business Information Manager)- un CRM web-based ed open source.
Il sistema operativo della Apple, OS X Lion, offre Roundcube come client mail di default. Nelle versioni precedenti veniva usato SquirrelMail di default.

## Tecnologia
Roundcube Webmail è stato progettato per funzionare su normali server come Apache, Nginx, Lighttpd, Hiawatha o Cherokee assieme ad un meccanismo di database relazionale. I database supportati sono MySQL, PostgreSQL e SQLite. L'interfaccia utente è resa attraverso XHTML e CSS ed è pienamente personalizzabile attraverso le skin.
jQuery è una parte integrata di Roundcube così come altre librerie, ad esempio GoogieSpell e TinyMCE.

## Plugin
Dalla versione 0.3 Roundcube ha introdotto le API per i plug-in che permettono di aggiungere funzionalità extra senza aver bisogno di modificare il codice sorgente. Una varietà di plug-in sono disponibili nel relativo repository.